# Computer to Film

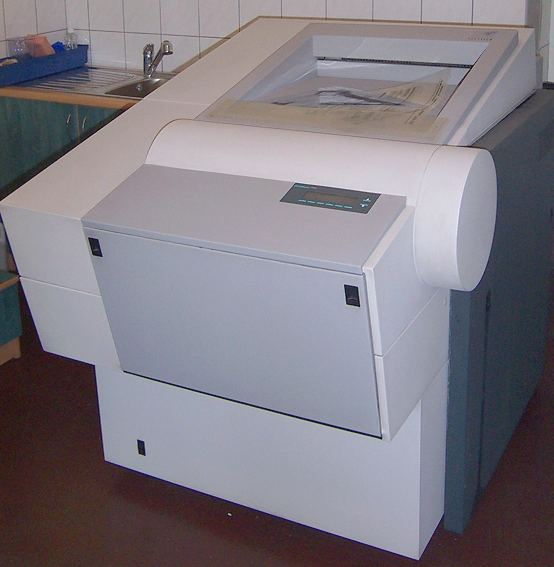
ScanView photosetter DotMate5000

Computer to Film (CTF) wird das Verfahren bezeichnet, bei dem mittels eines digitalen Filmbelichters von einem Computer (Raster Image Processor) gesendete Daten direkt auf einen fotografischen Film belichtet werden. Die Belichtung findet meist mittels Laser statt, der belichtete Film muss nach der Belichtung entwickelt werden.
Der ausbelichtete Film wiederum kann in verschiedenen fotografischen Verfahren als Kontaktbelichtungsvorlage dienen. Einige Anwendungsbereiche sind:
- Bebilderung von Offsetdruckplatten
- Belichten von Drucksieben
- Belichtung von Fotopolymerklischees für den Buch- und Flexodruck
- Leiterplattenherstellung

CTF läutete im Bereich Druck und Druckvorstufe die großflächige Computerisierung ein und sorgte dafür, dass Berufe wie der des Retuscheurs und des Druckformenherstellers ausstarben. Die zuvor sehr (zeit-)aufwändige manuelle Erzeugung von Druckvorlagen (Filmen) ließ sich mittels CTF auf einen Bruchteil des Aufwandes reduzieren.

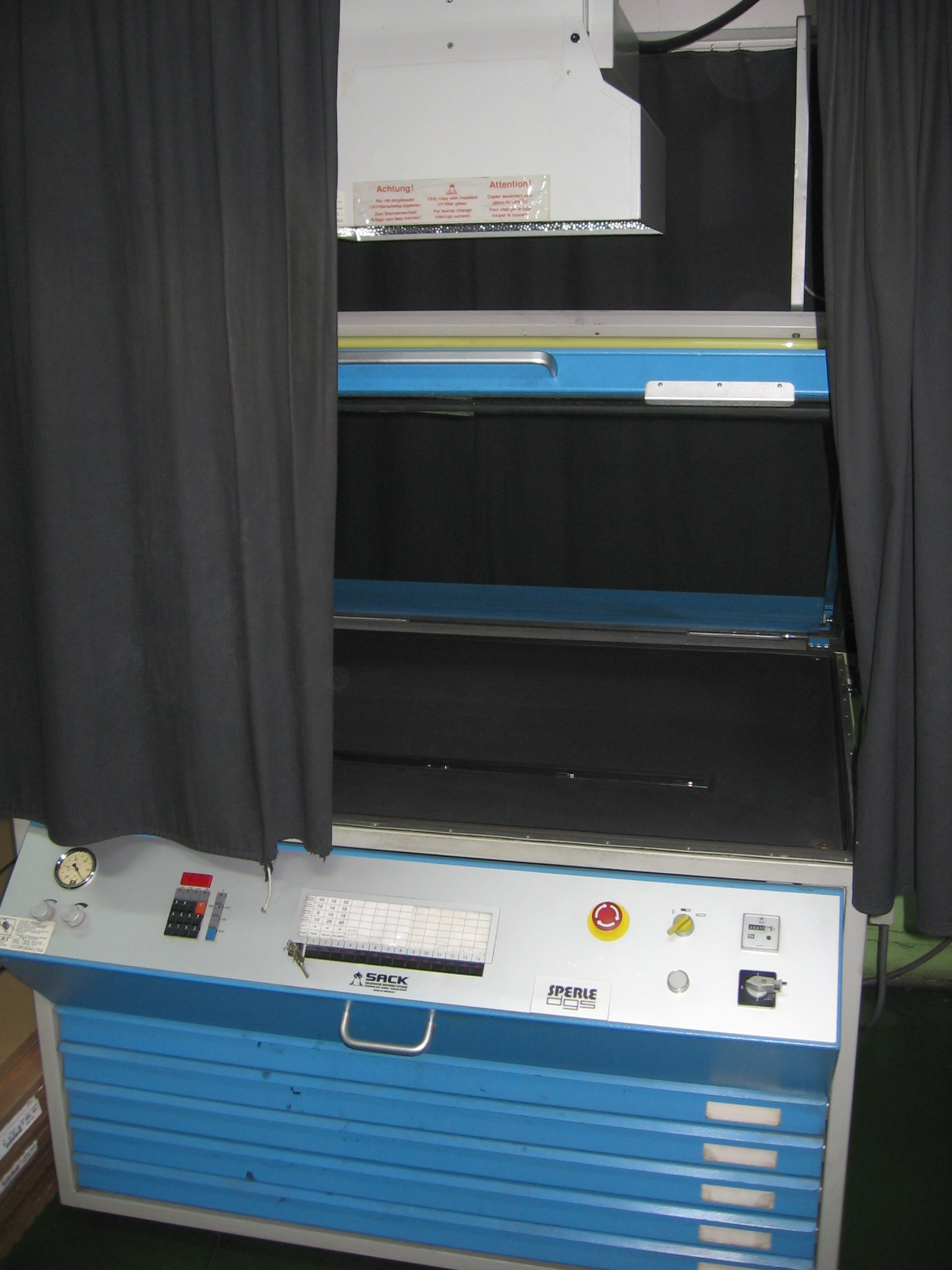
Belichter für fotolackbeschichtete Offsetdruckplatten

CTF wurde im Bereich Offsetdruck (Stand: 2014) weitestgehend durch CTP (Computer to Plate) ersetzt.
In anderen Bereichen wie dem Siebdruck oder der Klischeeherstellung spielt der Film als Zwischenschritt noch eine Rolle.